# Lilliecrona
Lilliecrona är en svensk adelsätt som tidigare hette König eller Kenig.
Ättens äldste stamfader är Nicolaus Kenig som på tidiga 1500-talet var rådsherre i Jägerndorf i Schlesien, och var gift med Susanna Rösslerin. Deras son Casparus Kenig inflyttade 1603 till Sverige, var först dräng hos kung Karl IX och tjänade sig upp till hovapotekare, hovköksmästare och krigskommissarie. Hans hustru var Brita Johansdotter vars mor tillhörde släkten Canthera, av samma släkt som Cantersten och Canterhielm. År 1637 adlades han med namnet Lilliechrona, och introducerades året därefter på nummer 254.
Döttrarna gifte sig Leuhusen, Palmcron och Ribbing, sonen Carl blev häradshövding men var ogift, och sonen Christer var först bergmästare vid Sala silverbergslag och sedan assessor vid Bergskollegium men barnlös. En annan son, Gustaf Lilliecrona, var riksråd och överflyttades i dåvarande riddarklassen men slöt ogift sin ätt. Äldste sonen Johan Lilliecrona var major och gift med en Stuart men hans båda söner avled unga. Ätten fortlevde med den yngste sonen Casparus Lilliecrona till Hallstad och Lina, som var överstelöjtnant vid kavalleriet, och gift med friherrinnan Anna Gyllenstierna af Lundholm dotter till Gustaf Gyllenstierna av friherrliga ätten Gyllenstierna af Lundholm  som fått kunglig tillåtelse att räknas till frälset fastän hennes mor Juliana Bonnat var ofrälse. Deras döttrar gifte sig Stuart och Uggla. Den fortlevande ätten härstammar från en yngre son, Casper Johan Lilliecrona, som var regementskvartermästare vid Närke och Värmlands regemente, och gift med Agneta Rosenbielke vars mor var en Hildring.
I mars 2017 var 22 personer med efternamnet Lilliecrona bosatta i Sverige.

## Personer tillhörande ätten
- Casper König (1586–1646) adlad Lilliecrona 1637, hovapotekare
- Carl Wilhelm Liljecrona (1794–1856), tidningsman
- Gustaf Lilliecrona (1623–1687), diplomat, ämbetsman, landshövding
- Gustaf Lillecrona (1660–1748), militär
- Torsten Lilliecrona (1921–1999), skådespelare